# 國武陽一郎
國武陽一郎（くにたけよういちろう　1970年-　）は、日本の建築家。
1996年日本大学大学院理工学研究科建築学専攻博士前期課程修了。
長谷川逸子建築計画工房、山岡嘉弥デザイン事務所を経て、1999年に建築設計事務所one+oneを共同設立。翌年(有)ワンプラスワンアソシエイツとなる。2008年にワン・プラス・ワン株式会社を設立。
主な作品に、「旧小笠原伯爵邸修復（2001年）(PFI)」「N邸」、「軽井沢別荘」がある。